# Andreas Münch
Andreas Münch (ur. 19 lipca 1957) – niemiecki lekkoatleta specjalizujący się w biegach płotkarskich i sprinterskich. Reprezentował Niemiecką Republikę Demokratyczną. 
Największy sukces w karierze odniósł w 1975 r. w Atenach, zdobywając na mistrzostwach Europy juniorów dwa złote medale: w biegu na 400 metrów przez płotki (uzyskany czas: 51,26) oraz w sztafecie 4 × 400 metrów.
W lekkoatletycznych mistrzostwach NRD na otwartym stadionie zdobył łącznie 6 medali: w biegu na 400 m ppł – 3 srebrne (1976, 1977, 1979) i brązowy (1980), natomiast w sztafecie 4 × 400 m – srebrny (1980) i brązowy (1977).
Rekord życiowy w biegu na 400 m ppł: 50,49 (2 lipca 1977, Drezno)